# 元町 (豊田市)
元町（もとまち）は、愛知県豊田市の町名。

## 地理
豊田市南西部、挙母地区の南部に位置し、東は細谷町、西は深田町・柿本町、南は土橋町、北は衣ケ原に接する。町域の大部分をトヨタ自動車元町工場が占める。

## 世帯数と人口
2021年（令和3年）9月1日現在の世帯数と人口は以下の通りである。
| 町丁 | 世帯数 | 人口 |
| ---- | ------ | ---- |
| 元町 | 2世帯  | 3人  |

## 学区
市立小・中学校に通う場合、学区は以下の通りとなる。
| 番・番地等 | 小学校             | 中学校             | 高等学校普通科 |
| ---------- | ------------------ | ------------------ | -------------- |
| 全域       | 豊田市立美山小学校 | 豊田市立逢妻中学校 | 三河学区       |

## 歴史

### 沿革
- 1959年（昭和34年）5月1日 - 大字挙母・土橋・本地の各一部より、元町が成立[1]。

## 施設
- トヨタ自動車元町工場（衣ケ原にまたがる）
- トヨタ輸送本社
- 美鳥里ボウル

## 交通
- 愛知県道491号豊田環状線

## その他

### 日本郵便
- 郵便番号 : 471-0854[3]（集配局：豊田郵便局[7]）。